# 오세창
오세창(吳世昌, 1864년 8월 6일~1953년 4월 16일)은 조선 시대 말기와 대한제국 시대의 문신이고, 정치인이며 계몽 운동가이자, 일제강점기 조선 시대의 언론인, 독립운동가, 서예가 겸 서화가, 그리고 대한민국의 정치인이었다. 조선 말기에는 개화파 정치인이었고, 일제 강점 식민지 시대에는 3.1 만세 운동에 참여하였으며, 서화와 고미술품 감정 등의 활동도 하였다. 한국사의 역대 왕조의 서화가 인명사전인 《근역서화징(槿域書畫徵)》(1928년)의 저자이기도 하고, 1918년 설립된 조선인 미술가, 서예가, 조각가 단체인 서화협회 창립 발기인이기도 하다.
개화파 역관 오경석의 아들로 조선 말기에는 개화운동에 동참했고, 을미사변으로 인하여 일본으로 망명했다가 귀국했으나 1902년 다시 일본으로 건너갔다. 귀국 후 만세보, 대한민보의 대표이사로 언론 활동을 하였고, 일제강점기에는 독립운동과 천도교 사역 활동에 종사하였으며 1918년 말부터는 만세 운동 계획에 참여했다. 1919년 3월의 3.1 운동 당시 민족 대표 33인의 한사람이기도 했다. 예술 다방면에 조예가 깊은 서예가이기도 했다.
1945년 광복 이후에도 독립촉성중앙회, 민주의원 등에 참여하였다. 1946년 민족 대표로 대한제국 옥쇄를 인수 받았다. 서예가로도 전서, 예서, 초서에 능하고 조각도 하였으며, 둥그스름한 형태의 독특한 서체를 창안하여 위창체, 오세창체라 부른다. 본관은 해주, 자는 중명(仲銘), 아호는 위창(葦滄), 천도교 도호는 한암(閒菴)이다.
일생 동안 민족 개화운동과 조선 독립운동에 꾸준히 매진했으며 미술사에 큰 획을 남겼고 90세까지 한 번도 구설수에 오른 적이 없어 이념을 막론하고 모든 국민의 존경을 받은 인물이다.

## 생애 초기

### 출생과 소년기
위창 오세창은 1864년(고종 1년) 8월 6일 한성부 출생으로, 중국어 역관(譯官)이자 구한말의 선각자로 잘 알려진 오경석의 차남으로 태어났다. 본관은 해주. 아버지 역매(亦梅) 오경석은 역관으로 숭록대부(崇祿大夫, 종일품)까지 올랐으며, 구한 말의 개화당의 이론적 지주이기도 했다. 그의 집안은 역관 가문으로, 대대로 외국어를 익혀 개화 사상에 일찍 눈을 뜬 중인 집안에서 자란 데다 개화파의 거두인 스승 유홍기의 영향까지 받아 자연스럽게 개화 운동에 참가하게 되었다.
박규수의 문인이자 아버지 오경석의 문하에도 출입하던 박영효, 서재필, 서광범, 김옥균, 유길준, 윤치호 등과 교류하며 가깝게 지냈다.

### 관료생활과 개혁 운동

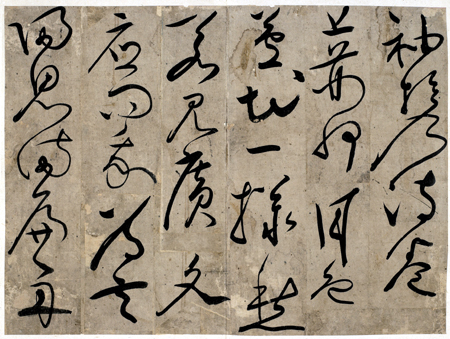
오세창의 친필 서신

1879년 역과에 합격하여 관직에 나아갔는데, 1885년 박문국에 발령받아 박문국주사시보로 주간 관보인 우리나라 최초의 언론기관 《한성주보》의 기자가 되면서 언론인으로 입문했다. 1886년(고종 23년)에는 박문국주사가 되어 《한성순보》 기자를 겸했다. 이후 군국기무처, 농상공부, 우정국 등을 거쳤고, 1894년(고종 31년) 군국기무처 낭청총재 비서관(軍國機務處郎廳總栽秘書官)이 되었다가 관제 개정 이후 농상공부 참의(農商工部參議), 우정국 통신국장(郵政國通信局長) 등을 역임했다.
1895년 10월 을미사변 직후 권동진, 정난교 등과 함께 화를 피해 일본으로 망명했다. 그러나 그는 직접적인 혐의점이 없어 곧 귀국했다.
1896년(건양 1년) 일본 문부성의 외국어학교 교사 초빙 당시 초빙되어, 도쿄외국어학교 조선어 교사로 부임하였다. 1897년에는 정식으로 토쿄외국어학교에 조선어과 교사로 파견되어 일본에서 1년가량 교사 생활을 하면서 근대 문물을 직접 접했다.

### 대한제국기 활동
1902년(광무 5년) 개화당 사건으로 일본에 망명하였다. 후일 권동진은 삼천리 誌자에 당시 망명중이던 자신의 옛 동지를 소개할 때 한 사람으로 그를 소개하였다.
| “ | 청년시대의 제우(諸友) 먼저 청년시대의 나의 동무들을 말하면... 그때 동경에 망명하였든 인물들은 박영효, 조희연(군부대신 다니든 분), 장박(대신 지난이), 유길준(수상 지낸 이), 권형진(權瀅鎭)(나의 중씨로 경무사), 유세남(내무차관 다니든 이), 김옥균, 그러고 우리 동렬로는 조희문, 이범래, 우범선, 이두황, 유혁로, 신응희, 정난교, 윤효정, 오세창 또 우리보담 조금 늦어 들어온 소장파에 이신(李申), 유동렬, 권석하, 이동휘 등 제인물이 있었다. 이 가운데는 1,2차 대면에 끈친 이도 있었지만은 대개는 여러 번 만났고 일도 도모하여 본 분들로 비교적 사람됨을 알 수 있었다. | ” |

고종은 일본 조정에 계속 사람을 보내 망명객들의 송환을 요구했지만 일본에서는 이를 거절했다.
1902년부터 일본에 망명해 있던 중, 천도교 교주 손병희를 만나 손병희, 양한묵(梁漢默) 등의 거듭된 권고로 천도교에 입교했다. 1906년 천도교 기관지를 겸한 일간지 《만세보 (萬歲報)》 사장으로 계몽 운동을 펼치면서 국채보상운동을 벌였고, 1907년 3월에는 의친왕의 수행원으로 일본 도쿄에 갔다가 천장절 행사에 참석하지 못하고 그해 7월 10일에 귀환하였다. 11월 대한제국 중추원 부찬의(中樞院副贊議) 주임관2등(奏任官二等)에 임명되었다.
이후 대한협회(大韓協會)의 부회장으로 추대되었으며 1909년 대한협회가 창간한 일간지로서 반일 논조를 분명히 한 《대한민보》 사장도 맡았다. 천도교 내부에서는 권동진과 함께 개화에는 찬성하되 일본과의 합병에 반대하는 이른바 문명개화파의 대표적인 인물로서, 합병 청원으로 개화할 것을 주장하는 일진회 계열과는 대립하여 결국 이용구를 몰아냈다.

## 일제 강점기 활동

### 일제 강점기 초반
1910년(융희 4년) 10월 1일 한일 병합 조약이 체결되자 남작 작위와 은사금이 내려졌지만 거절하고 받지 않았다. 안중식의 동양화 〈탑원도소회지도〉(1912년)는 한일 병합 조약 체결 이후 오세창의 정원 누각에 천도교 문명파 인사들이 모여서 술을 마시고 있는 장면을 그린 것이다.
1917년 다시 《만세보》와 《대한민보사》를 창설하여 사장 겸 주필로 활동하였다. 만세보는 한자를 모르는 독자들을 위해 국한문 혼용과 함께 한자 옆에 한글로 음을 달기도 했다.
1919년 3·1 운동에 민족대표 33인의 한 사람으로서 주도적으로 참여했다. 일제로부터 징역 3년형을 선고 받고 투옥되었다.

### 3.1 만세 운동 전후
오세창은 1918년 11월 미국 대통령 우드로우 윌슨의 민족자결주의에 영향을 받아, 손병희, 최린(崔隣), 권동진(權東鎭)등과 함께 조선의 독립운동을 전개하기로 결의하고, 우선 동지를 포섭하기로 한다. 또한 일부 천도교 연락원들이 기독교 지도자 일부와 합의하자, 범거족적인 만세 시위 개최에 동의한다.
1919년 2월 10일 최린, 최남선 등이 협의하고, 최남선이 독립선언서를 초안하여 제출하자 그는 손병희, 권동진, 최린 등과 함께 독립선언서 내용을 검토하고 그 내용에 동의한다. 또한 최남선의 초안을 감수해 몇몇 표현을 수정하기도 했는데 최남선에게 "요즘 애들은 한문을 몰라서 큰 일"이라고 나무랐다는 일화가 있다.
2월 25일 오세창은 손병희, 권동진과 함께 천도교 기도회 종료보고와 고종 국장에 참배할 목적으로 상경한 천도교도 박준승(朴準承), 홍기조(洪基兆), 홍병기(洪秉箕), 김완규(金完圭) 등에게 독립운동에 관한 계획을 알리고 이들을 설득하여 찬동을 얻었다. 이때 오세창은 천도교 월보과장 옥파 이종일(李鍾一)을 설득하여 적극적으로 참여하게 했다.
1919년 2월 27일 오세창은 천도교 지도자들을 설득, 그들과 함께 경성부 재동(齋洞) 김상규(金相奎)의 집에 모여, 독립선언서와 기타 문서의 초안을 최종 확인하고 찬동, 민족대표자 33인의 한 사람으로서 서명 날인한다. 이어 그는 최남선의 독립선언서 용지 보급과 인쇄 등을 지원하였다.
3월 1일 오후 2시경 오세창은 경성부 인사동의 태화관(泰華館) 요리집에 손병희, 최남선 등 민족대표자들과 함께 민족대표의 한 사람으로 참석하여 독립선언서를 낭독하는데 함께 서고, 대한독립 만세삼창을 외쳤다. 바로 출동한 일본경찰에 의해 체포되어 경성경시청 총감부에 구금되었다. 이후 항소하였으나 유죄 판결을 받았다.
그는 독립선언에 참여한 이유에 대해 '역사에 남기기 위해서'였다는 취지로 검사의 심문에 답했다. "...전 세계의 사람이 민족자결로 소요하고 있는데 홀로 조선만이 침묵하고 있기보다, 실행은 되지 않더라도 역사에 남기기 위하여 조선인도 민족자결의 의사가 있다는 것을 발표할 필요가 있다고 생각했기 때문이다." 
1920년 그는 경성복심법원에서 보안법과 출판법 위반 혐의로 징역 3년형을 최종 선고받고, 서대문 형무소로 이감되어 투옥됐다.
1921년 11월, 2년 8개월 만에 가석방됐다.

### 일제 강점기 후반
가석방 당시 이미 50대 후반의 나이에 이른 오세창은 이후 서예가, 전각가(篆刻家) 및 서예학과 금석학 역사가로 주로 활동하며 문화계의 정신적 지도자로 활약했다. 1922년 초대 조선미술전람회가 열렸을 때 서예 부문에서 수상했고, 서화사 연구에도 뛰어들어 아버지 오경석과 자신이 수집한 풍부한 문헌과 고서화를 토대로 역대 한국의 서화가 인명사전인 《근역서화징 (槿域書畫徵)》(1928)을 펴냈다. 또 고려∙조선의 서화들을 직접 찾아서 사진촬영하고 자신이 소장한 고미술품을 합쳐 화보집 《근역서화휘(槿域書畫彙)》를 출간했다.
근역서화징은 삼국시대부터 근대에 이르기까지 한반도에서 활동한 서화가들을 총망라한 인명 사전이다. 삼국시대 이후 392인의 화가와 576인의 서예가, 그리고 시·화를 겸했던 149인 등 총 1117명의 기록을 시대순으로 정리한 책자다. 각 서예가와 화가의 성명에 이어 자·호·본관·가계·출생 사망연도 등을 밝힌 다음, 각종 문헌에 나오는 해당 예술가에 대한 기록과 논평, 제시(題詩) 등을 있는 대로 찾아 싣고 그 서목을 다 밝혔다. 이를 위해 인용한 문집이 총 270종이나 된다. 이 밖에 읍지·족보·비명·서화 작품의 제발(題跋)까지 견문이 닿은 것은 모두 수록하고 전해지는 작품의 이름과 소재까지 기록했다.
육당 최남선은 근역서화징이 출간되었을때 '암흑한 운중의 전광(전깃불)'이라는 표현으로 그 업적을 평했다. 문화재청장을 지낸 유홍준은 "왕조사회가 붕괴되고 근대적 시련이 시작되는 시점에 위창 오세창이라는 분이 있어 미술사 분야는 전통의 단절없이 구학(舊學)에서 신학(新學)으로 자연스럽게 넘어왔으니, 근대적인 학문체계로서 한국미술사의 아버지가 우현 고유섭이라면 위창 오세창은 한국미술사의 할아버지다"라고 평했다. 경향신문 이기환 기자는 "근역서화징은 지금 이 순간까지 서화사 연구의 고전이자 바이블로 통하는 불후의 명작이다. 만약 이 책이 없었다면 한국의 서화사 연구는 태반이 미궁에 빠질 수밖에 없다는 평가가 지배적이다."라고 평했다.
오세창은 그 밖에도 조선 초기부터 근대에 걸친 서화가, 서예가, 문인학자들의 날인(捺印)된 낙관, 인장 혹은 관련 정보들을 모아 《근역인수 (槿域印藪)》를 편찬하였으며, 여러 서화가들의 다양한 낙관과 아호 연구의 자료가 되었다. 그는 1918년 근대적 미술가 단체의 효시인 서화협회가 결성될 때 13인의 발기인으로 참석하였으며, 서화협회의 창립 회원으로 활동하였다.

## 생애 후반

### 해방 이후
1945년 8월 광복 직후 9월 창당된 우익 계열의 보수 정당 한국민주당은 창당때 그를 공동 당수로 영입하려 시도했다. 그러나 그는 한민당 영수직을 거절하였다. 조선건국준비위원회 위원에도 추대되었으나 거절했다. 
이어 과거 조선총독부 기관지였던 매일신보(每日申報)가 직원들 명의의 대 국민 사과문을 발표하고 1945년 10월 오세창을 사장으로 추대하자 이를 수락하였다. 당시 81세 고령이었던 그는 미군정의 감독하에 매일신보의 제호를 서울신문으로 바꾸고 주요 인사를 마무리한 후 두 달 만에 사장직을 내려놓았다.

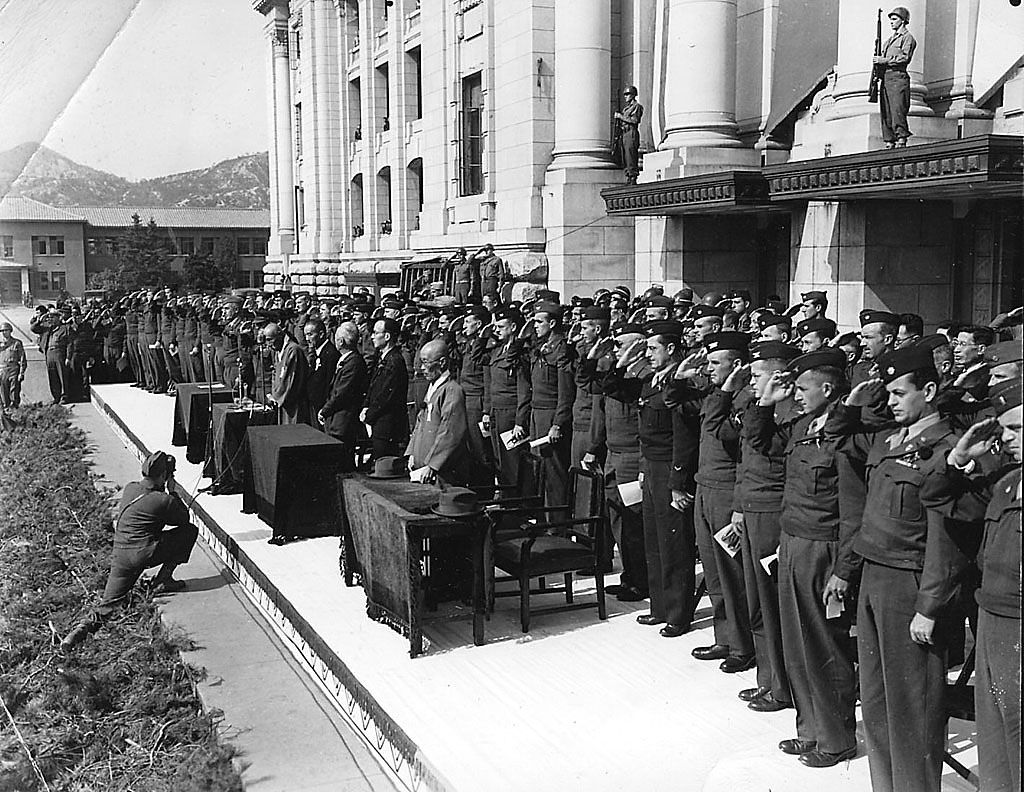
이승만 귀국환영식에 참석
(맨 왼쪽 테이블에 선 이가 오세창)

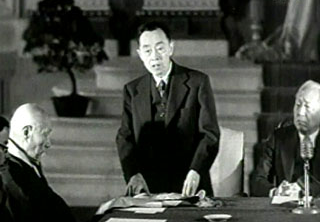
민주의원 회의에 참석 중(1946년 2월), 왼쪽에 앉은 이가 오세창, 가운데는 부의장 김규식, 오른쪽은 의장 이승만

10월 16일 이승만의 환국 때 오세창은 김포비행장에서의 환영식에 참석했다 .이후 이승만을 중심으로 대한독립촉성국민회(大韓獨立促成國民會)가 조직되자 회장에 추대되었고, 전국애국단체총연협회 회장으로도 위촉되었다.
임시정부의 환국 후 오세창은 12월 1일 임시정부 봉영식에 참석하였다. 서울그라운드에서 윤보선의 사회로 임시정부 봉영식이 시작되었다. 이어 오세창의 개회사, 이인의 봉영문 낭독, 권동진의 만세삼창으로 이어졌다. 봉영문은 권동진, 김성수, 이인을 통해 김구에게 전달되었다.
1946년 해방 1주년을 맞아 미군정이 일본 궁내청으로부터 압수한 구 대한제국의 국새(도장) 6과와 관인 2과를 조선에 반환하는 행사를 가졌다. 오세창은 민족 대표의 자격으로 이 행사에 참석해 미군 사령관 존 리드 하지 중장으로부터 국새들을 인계 받았다.
오세창은 1946년 2월 남조선대한국민대표 민주의원(일명 민주의원) 의원, 서울신문 명예사장 등을 지냈다. 1946년 6월 15일 오후 5시 40분 서울역에 마중나가 서울역에 도착한 삼의사 유골을 영접하였다. 이어 태고사(太古寺)에 마련된 빈소에 참석하였다. 이후 남북협상과 단정수립론이 갈렸을 때는 입장표명을 하지 않다가 1948년 8월 15일 정부 수립에 참석하였다.
1949년 7월 5일 백범 김구의 장례식에서 장의위원장을 맡았다.

### 한국 전쟁과 최후
80대 후반에 이른 오세창은 1950년 6월 25일 한국 전쟁이 터지자 대전을 거쳐 대구로 내려가, 1951년 4월 16일 나인협의 장례식 장례위원장을 맡았다. 대구 대봉동 31번지의 집에서 병석에 누운 지 1년만인 1953년 4월 16일 향년 90세의 나이로 숨을 거뒀다. 장례식은 사회장(社會葬)으로 치러졌다. 
유언대로 화장된 유골은 범어사 선방에 모셨다가 1954년 망우 공원 묘지에 안장됐다. 현재의 서울 망우동 독립유공자 묘역이다. 그의 묘소는 2017년 10월 23일 국가등록문화재로 지정됐다.
묘비에는 다음과 같은 글이 새겨졌다. 앞면 전각 글씨는 서예가 소전 손재형(孫在馨)이 전자(篆字)로 썼고, 후면에는 전홍진(全弘鎭)이 짓고 김응현(金膺顯)이 글씨를 썼다.
''이 묘에 잠드신 위창 선생 오세창 어른은 1864년 7월 서울에 나시어 1953년 4월 세상을 떠나시니 향년 구십. 민족의 개화를 위하여 몸소 그 선구을 잡으셨고 조국의 광복을 위하여 독립 선언 33인 중에 열하시였을 뿐 아니라 문화의 발전에 크게 힘주시어 서예와 금석 고증의 거벽을 이루시니 평생에 남기신 위공은 길이 빛나 비길 바 없다. 어른 가신지 3년 후생과 유족이 뜻을 모아 선생이 끼치신 빛을 오래 계승하려 이에 1956년 1월 이 묘비를 세우다."

## 사후
- 오세창은 민족사회의 원로이자 독립운동의 원로였기에 광복 후 고령에도 불구하고 조선건국준비위원회(건준) 위원, 남조선대한국민대표 민주의원(일명 민주의원) 의원, 서울신문 명예사장 등 무수한 직위에 위촉된 바 있다.
- 대한민국 정부는 오세창의 공헌을 기려 1962년 3월에 대한민국 건국훈장 대통령장을 추서하였다.
- 문화부는 1996년 11월과 2001년 8월, 오세창을 각각 그 달의 '문화인물'로 선정하며 다음과 같이 평했다. "근대를 대표하는 서예가·전각가(篆刻家)이자 탁월한 감식안(鑑識眼)을 지닌 서화사(書畵史) 연구자."
- 국가보훈처와 독립기념관은 2004년 3월 오세창을 '이달의 독립운동가'로 선정했다.

## 가족 관계
- 아버지 : 오경석
- 아들 : 오일육(吳一六, 장면 비서관, 경무대·이기붕 비서관 역임)

## 저서
- 《근역서휘》
- 《근역화휘》
- 《근묵》
- 《근역인수》
- 《근역서화징》

## 기타
그와 비슷한 시대에 활동하던 황해도 옹진군 마산면 출신의 유학자 오세창(吳世昌, 1901년생)도 존재하였다.

## 같이 보기
- 독립협회
- 오경석
- 유홍기
- 권동진
- 독립유공자로 대통령장을 수여받은 사람